# Vlase (Leskovac)
Vlase je naselje u gradu Leskovcu, Jablanički upravni okrug, Srbija. Prema popisu iz 2022. godine u Vlasu je živjelo 409 stanovnika.